# 23277 Benhughes
23277 Benhughes là một tiểu hành tinh vành đai chính với chu kỳ quỹ đạo là 1233.3312287 ngày (3.38 năm).
Nó được phát hiện ngày 28 tháng 12 năm 2000.